# Speichel

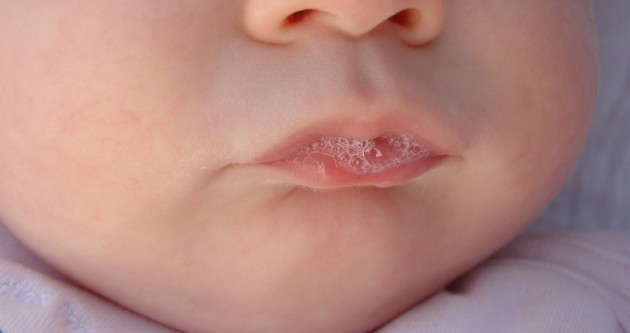
Speichel bei einem Säugling

Speichel (lateinisch saliva; umgangssprachlich Geifer, Sabber oder Sabbel; alltagssprachlich oft Spucke) ist das Sekret der Speicheldrüsen. Diese Körperflüssigkeit wird von Tieren und auch vom menschlichen Organismus produziert. Die Produktionsstätten des Speichels befinden sich im Bereich der Mundhöhle. Für das Sekret der Bauchspeicheldrüse ist der Begriff „Speichel“ nicht mehr üblich, sodass damit praktisch immer der Mundspeichel gemeint ist. Der Speichelfluss wird in der medizinischen Fachsprache auch Salivation genannt.

## Sekretion
Speichel wird im Mund von den kleinen Speicheldrüsen, die sich in der Mundschleimhaut befinden, und den großen Speicheldrüsen
- Glandula parotis (Ohrspeicheldrüse)
- Glandula submandibularis (Unterkieferdrüse)
- Glandula sublingualis (Unterzungendrüse)

gebildet. Je nach sezernierender Drüse ist der dort gebildete Speichel eher wässrig-dünnflüssig („serös“) oder eher schleimig-zähflüssig (mukös). In der Mundhöhle findet man ein Gemisch dieser verschiedenen Speichelarten vor. Pro Tag sezerniert der erwachsene Mensch insgesamt etwa 0,6 bis 1,5 Liter Speichel, auch ohne Nahrungsaufnahme wird ständig Speichel abgesondert. Diese „Basalsekretion“ beträgt etwa einen halben Liter pro Tag.

## Zusammensetzung des menschlichen Mundspeichels
| Ion   | µmol pro Milliliter |
| ----- | ------------------- |
| Ca2+  | 1,43                |
| PO42− | 5,10                |
| Cl−   | 23,2                |
| Na+   | 10,1                |
| K+    | 22,7                |
| NH4+  | 4,35                |
| Mg2+  | 0,21                |

Speichel besteht zu etwa 99,5 % aus Wasser und enthält etwa 0,5 % gelöste Bestandteile.
Unter diesen sind hervorzuheben: Calcium- und Phosphat-Ionen neben anderen für die Remineralisierung. Mucine (Glykoproteine), diverse Proteine und beim Menschen und manchen Tieren auch ein Verdauungsenzym (diastatisches Ferment), die α-Amylase Ptyalin. Unter den Proteinen ist ein stark schmerzstillendes Opiorphin nachgewiesen worden, welches vermutlich den Abbau körpereigener Opiate hemmt, die an der Schmerzwahrnehmung beteiligt sind.
Weitere Substanzen sind Bestandteile der Blutgruppen und Antikörper, wie z. B. das Immunglobulin A (IgA) sowie Kalium, Natrium und Chlorid. Spuren von Fluorid und Rhodanid sind für die Erhaltung des Zahnschmelzes wichtig.
Der pH-Wert liegt bei Ruhesekretion zwischen 6,5 und 6,9, nach Stimulation steigt er auf etwa 7,0 bis 7,2 an, da durch den schnelleren Abfluss des Speichels weniger Zeit bleibt, aus dem zunächst plasmaisotonen Speichel Natrium-Ionen rückzuresorbieren.

## Funktion
Der Mundspeichel des Menschen befeuchtet zunächst die Mundhöhle, was das Schlucken, Sprechen und Schmecken erst möglich macht und auch das Riechen beeinflusst. Weiterhin hat der Speichel durch enthaltene Stoffe wie Lysozym, Immunglobulin A, Laktoferrin und Histatin antibakterielle Wirkung. Histatin fördert zusätzlich noch die Wundheilung.
Erhard Friedrich Leuchs entdeckte 1831 die stärkeabbauende Wirkung des Speichels. Der Mundspeichel löst die löslichen Substanzen der Nahrungsmittel auf, mischt sich mit den trockenen Speisen zu einem feuchten Brei (Chymus) und macht diese somit zum Schlucken und für die Magenverdauung geeignet; schließlich leitet er durch seinen Gehalt an Ptyalin die Verdauung der Kohlenhydrate ein. Diese Funktion des Speichels hat aber nicht immer physiologische Bedeutung, da das Ptyalin kaum Zeit zur Entfaltung seiner Wirkung hat, bis es im sauren Magen schon wieder deaktiviert wird (Inaktivierung bei pH < 4).
Die im Mundspeichel enthaltenen Haptocorrine ermöglichen zusammen mit dem intrinsischen Faktor des Magens die Absorption von Vitamin B12.
Speichel ist aber auch zur Gesunderhaltung der Zähne wichtig. Bei verminderter Speichelproduktion (z. B. durch Bestrahlung) lässt sich eine erhebliche Steigerung des Kariesrisikos beobachten. Bekanntestes Beispiel ist das Nursing-Bottle-Syndrom bei Kleinkindern (Fläschchen-Karies oder auch early childhood caries), das auftritt, wenn Kleinkindern – vor allem nachts, wenn die Speichelproduktion vermindert ist – gesüßter Tee oder Brei verabreicht wird.
Die verbreitete Nutzung von Speichel zur provisorischen Wundreinigung und -desinfektion ist aufgrund der ebenfalls im Speichel enthaltenen Mundflora nur bei einer Selbstversorgung unbedenklich. Letztere ist individuell auf die jeweils eigenen Essgewohnheiten eingestellt und kann bei anderen Menschen zu einer lebensbedrohlichen Sepsis führen. Bei der Wundreinigung bzw. -behandlung mit eigenem Speichel ist aufgrund der darin enthaltenen Enzyme auch von einem Einfluss auf die Heilung und Schmerzverarbeitung auszugehen (s. o.: Zusammensetzung, schmerzstillendes Opiorphin).
Bei den Wiederkäuern spielt die Pufferfunktion des Speichels (durch HCO3− und Phosphate) eine entscheidende Rolle bei der Pufferung der durch die Vergärung im Pansen entstehenden Fettsäuren auf ein neutrales Niveau. Bei unzureichendem Wiederkauen wird der Panseninhalt sauer (Pansenazidose) und seine Wände werden durchlässig für Toxine.

## Störungen der Speichelmenge
Ein zeitweise verstärkter Speichelfluss (Hypersalivation) wird zumeist auf dem Wege des bedingten Reflexes (reflektorischer Weg) durch bestimmte äußere Einflüsse hervorgerufen. Dieser Reflexweg ist eine zeitlich aufeinander abgestimmte Abfolge von Reizungen verschiedener Nerven und ihrer Rezeptoren:
- Schmecken: Reizung der Geschmacksknospen durch in die Mundhöhle eingeführte Geschmacksstoffe
- Tasten: Reizung der Tastnerven der Mundhöhle
- Riechen: Reizung der Geruchsnerven in den Nasenhöhlen
- Sehen: Reizung der Sehnerven in den Augenhöhlen
- Reizung der Magen- und Darmnerven im Verdauungstrakt

Ebenso kann große Wut oder sonstige Erregung zu einer vermehrten Speichelabsonderung führen.
Mundtrockenheit (Xerostomie) kann krankheitsbedingt (z. B. als Symptom  im Sjögren-Syndrom) oder therapiebedingt (z. B. als Folge einer Strahlentherapie) oder verhaltensbedingt (z. B. zu wenig Trinken oder nach Einnahme bestimmter Medikamente und Rauschdrogen) oder altersbedingt auftreten. Neben den direkten (unangenehmen) Folgen leidet meist die Zahngesundheit (häufige Folge ist Zahnkaries) in Abwesenheit der schützenden Begleitstoffe des normalen Speichelflusses. Speichelersatzpräparate können von Apothekern nach einer Vorschrift im NRF angemischt werden.

## Diagnostik
Mit Hilfe von MicroRNAs aus dem Speichel ergeben sich Hinweise auf den Schweregrad einer Gehirnerschütterung, wie Forscher um Steven Hicks von der Pennsylvania State University festgestellt haben. Speichel-MicroRNA stellt einen leicht messbaren, physiologisch relevanten und genauen potentiellen Biomarker für ein Schädel-Hirn-Trauma dar.

## Soziologische Aspekte
Die meisten Menschen empfinden Speichel eklig, sobald er den Mund verlässt.
Das Anspucken einer Person ist eine große Demütigung. Deshalb wird es in vielen Sportarten wie z. B. beim Fußball als unsportliches Verhalten geahndet. Es wird auch als eine Technik der Erniedrigung des BDSM-Spiels von Dominanten benutzt.
Das Herausspritzen eines feinen Speichelstrahls aus dem Mund passiert meist unkontrolliert beim Gähnen oder beim weiten Öffnen des Mundes. Manche Menschen können dies absichtlich herbeiführen.

## Krankheitserreger
Mit dem Speichel können zahlreiche ansteckende Krankheitserreger übertragen werden. Typische Fälle sind die Tollwut und die Influenza. Das Spucken in der Öffentlichkeit, insbesondere in Verkehrsmitteln, Gebäuden oder auf Plätzen, wurde daher bereits in einigen Ländern unter Strafe gestellt. Ein Spuckverbot wegen des Auftretens der Schweinegrippe im Fußball setzte sich bisher nicht durch.

## Rechtliche Aspekte
Spucken in der Öffentlichkeit ist in Deutschland grundsätzlich rechtlich nicht verboten. Das Anspucken oder starkes Anhauchen einer Person erfüllt den Tatbestand der tätlichen Beleidigung nach § 185 StGB. Die Frage des Anspuckens von Gegenständen ist rechtlich nicht abschließend geklärt.
In Österreich stellt das Spucken in das Gesicht einer Person in der Öffentlichkeit, im konkreten Fall an der Theke eines Stadtcafes, keine Anstandsverletzung nach § 2 Abs. 1 Steiermärkisches Landes-Sicherheitsgesetz (StLSG), sondern ein Gerichtsdelikt dar (4. Abschnitt, strafbare Handlungen gegen die Ehre, §§ 111 ff StGB). Insbesondere wäre der Tatbestand der Beleidigung nach § 115 iVm § 117 StGB verwirklicht.
Eine übliche Angewohnheit vieler Chinesen ist es, in der Öffentlichkeit auf den Boden zu spucken. Ebenso ist es in Indien üblich. In Hongkong wiederum ist Spucken in der Öffentlichkeit verboten.

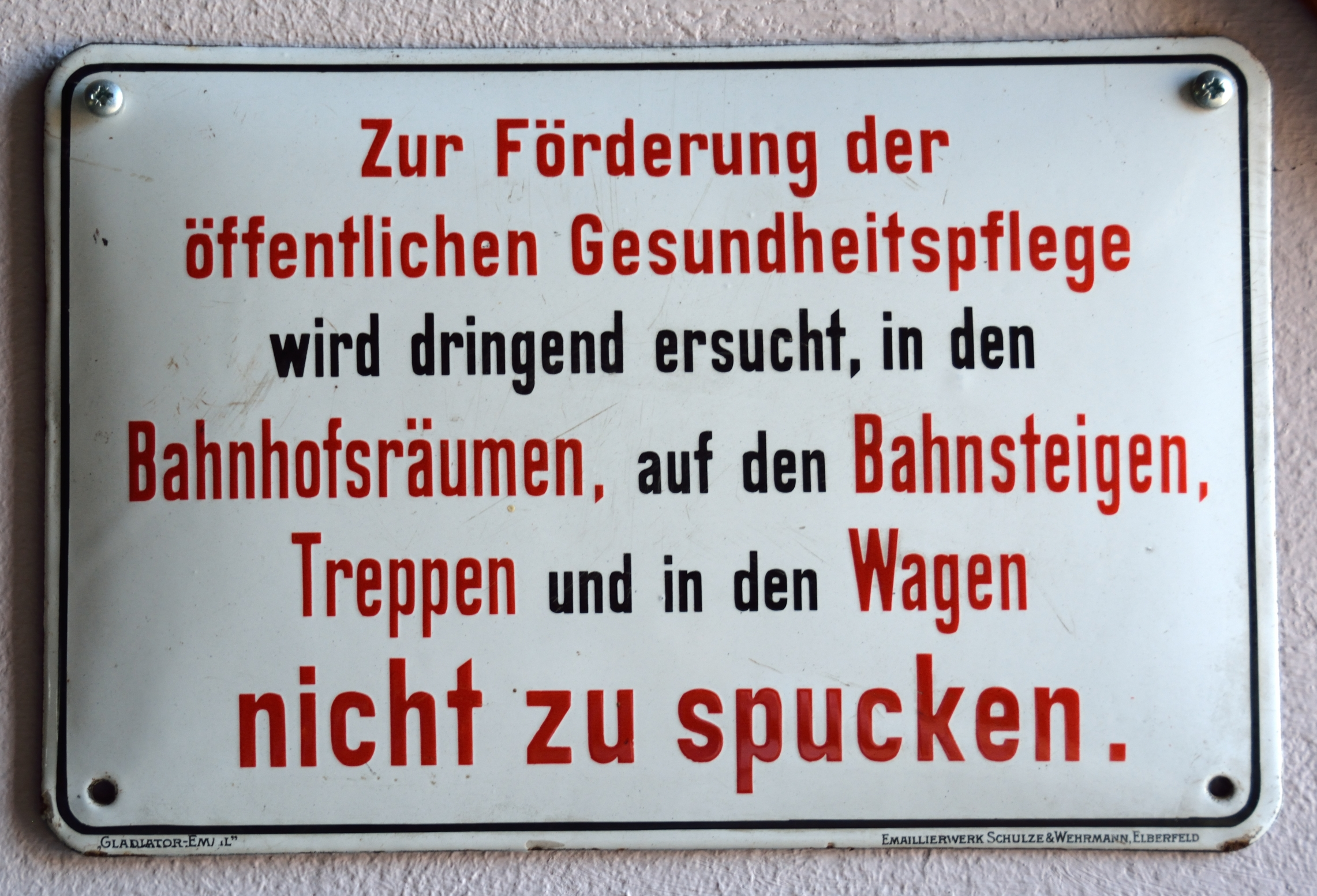
Hinweisschild (DB-Museum Nürnberg)
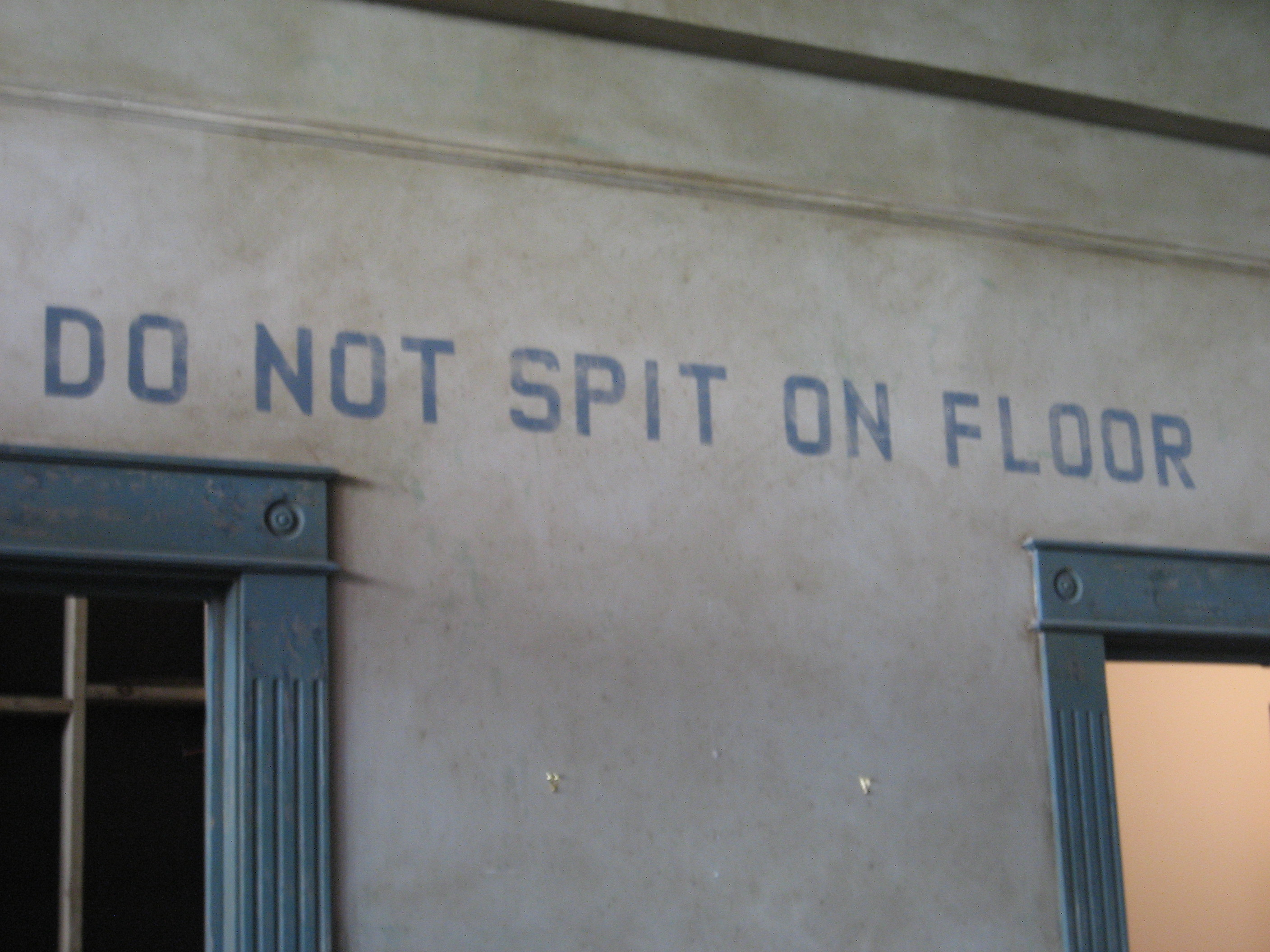
Wandinschrift in New Orleans
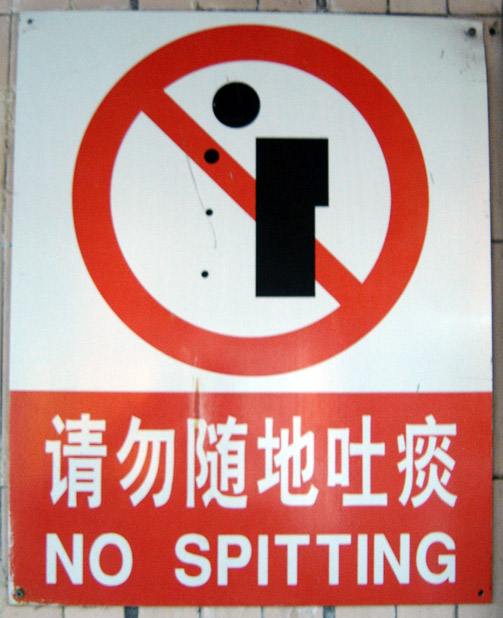
Verbotsschild in Hongkong
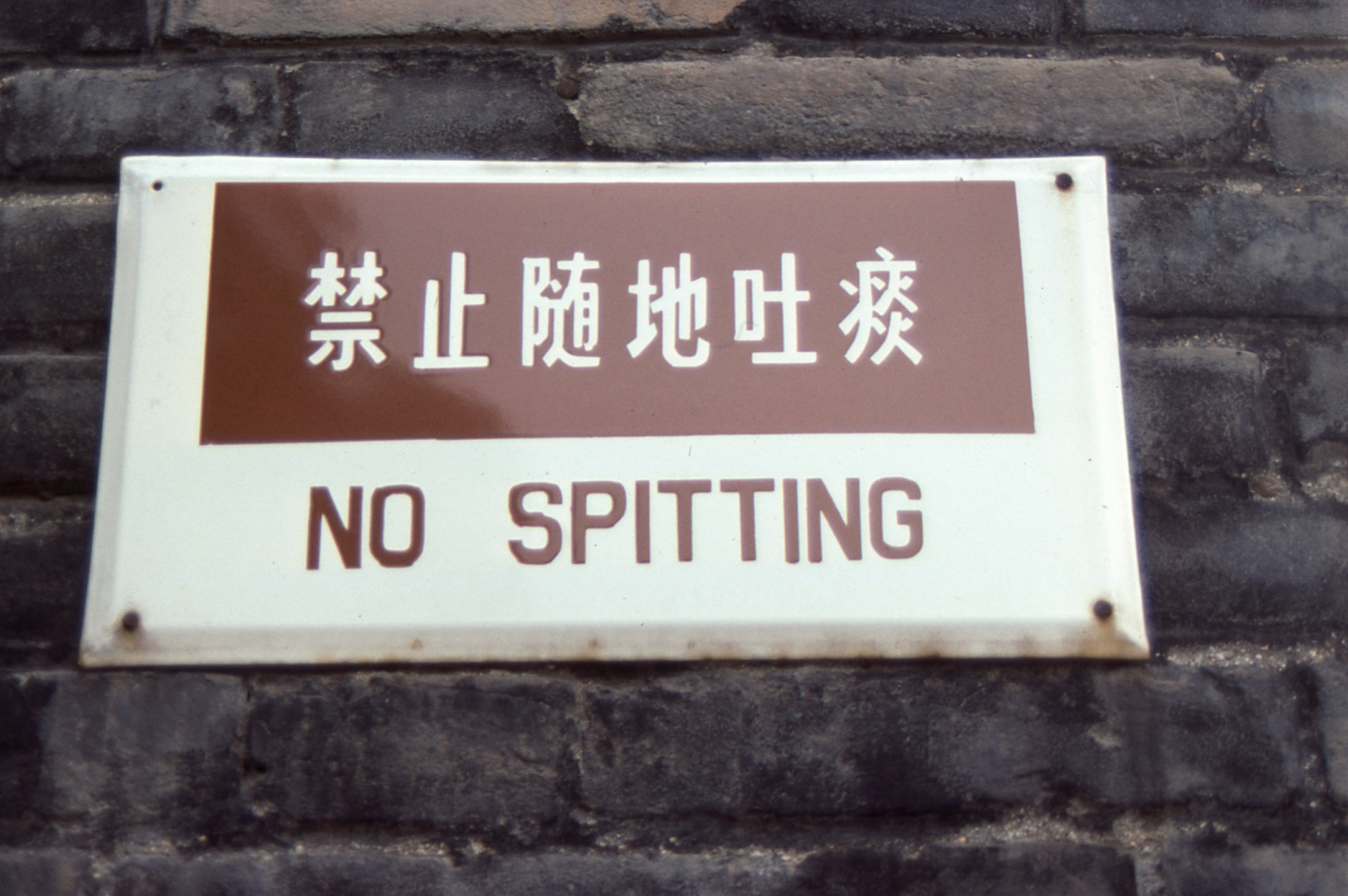
Verbotsschild in der Silk Road (Seidenstraße)
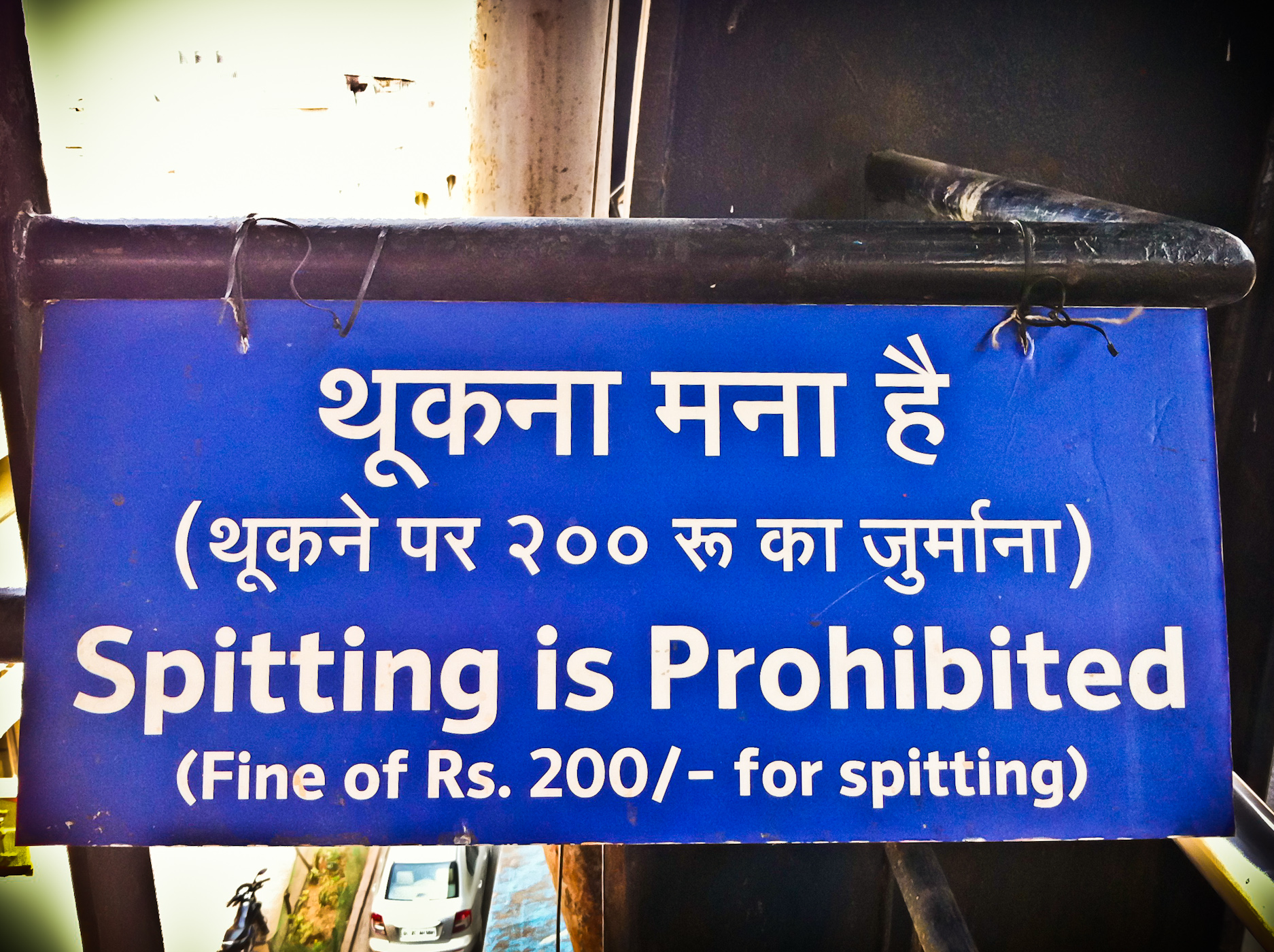
Verbotsschild in Indien

## Verwendung im Tauch- und Schwimmsport
Schwimmbrillen und Tauchmasken beschlagen in der Regel nach einer Weile, weil die sich darin befindende feuchte Luft durch die Körpertemperatur aufgewärmt wird und durch den Temperaturunterschied mit dem kühleren Wasser kondensiert. Einige Schwimmer und Taucher befeuchten die Innenseite der Brille deshalb mit Speichel, weil die darin enthaltenen Mucine einen schleimartigen Film bilden, der das Kondensat aufnimmt, sodass eine freie Sicht erhalten bleibt.

## Tag der Zahngesundheit
Zum Tag der Zahngesundheit am 25. September 2025 hat die Bundeszahnärztekammer den Speichel zum Schwerpunktthema hervorgehoben.